# Idem sentire de re publica
L'espressione idem sentire de republica (alla lettera avere lo stesso concetto dello stato) rappresenta la tipica espressione del concetto romano della necessità di un'omogeneità culturale almeno per le questioni veramente di fondo  di una comunità sociale.
Il termine è stato più volte usato nel dibattito politico contemporaneo, specialmente a proposito dell'Unione europea, che si deve ancora dare una costituzione che sia condivisa dai suoi cittadini.
Per traslato, la frase è adoperata con riferimento a comunità o organizzazioni che abbiano (o non abbiano ancora) precisato gli elementi interni di omogeneità.